# Rivière Lorette
Pour les articles homonymes, voir Lorette.
La rivière Lorette est un affluent de la rivière Saint-Charles, traversant le secteur Sainte-Foy-Sillery-Cap-Rouge et la zone de L'Ancienne-Lorette de la ville de Québec, dans la région administrative de la Capitale-Nationale, dans la province de Québec, au Canada.
La vallée de la rivière Lorette est surtout desservie par diverses routes urbaines, notamment la route 358 (avenue Notre-Dame), le boulevard Chauveau Ouest, la rue Saint-Olivier, la rue Saint-Jean-Baptiste, la rue Saint-Paul, route 138 (boulevard Wilfrid-Hamel), le boulevard du Parc-Technologique et le boulevard Masson.
La surface de la rivière Lorette (sauf les zones de rapides) est généralement gelée de début décembre à fin mars ; la circulation sécuritaire sur la glace se fait généralement de fin décembre à début mars. Le niveau de l'eau de la rivière varie selon les saisons et les précipitations ; la crue printanière survient en mars ou avril.

## Géographie
Le sous-bassin de la rivière Lorette occupe la portion sud-ouest du bassin versant de la rivière Saint-Charles. Les principaux affluents de la rivière Lorette sont le ruisseau des Friches (aussi appelé ruisseau Sainte-Geneviève ou ruisseau des Martres), le ruisseau Mont-Châtel prenant source à Val-Bélair et un autre tributaire (sans toponyme, mais localement appelé ruisseau de la Souvenance) qui prend sa source au mont Bélair. Les autres affluents sont surtout des fossés de drainage d’origine agricole. L’affectation des terres les divise essentiellement en trois occupations distinctes : terres en culture, boisés et territoires urbanisés.
La rivière Lorette parcourt environ 18 km et son bassin versant couvre une superficie de 71 km2. Débutant dans le secteur Sainte-Foy-Sillery-Cap-Rouge, le cours de la rivière Lorette descend sur 23,4 km, avec une dénivellation de 56 m, selon les segments suivants :
- 2,7 km vers le nord-est relativement en ligne droite en zone agricole en coupant le rang des Beaumont et la route Jean-Gauvin, jusqu'à la route 358 (avenue Notre-Dame), soit dans le hameau Les Grands-Déserts ;
- 3,0 km vers le nord-est en longeant le côté ouest de la route 358, soit en passant du côté ouest de l'aéroport international Jean-Lesage, en recueillant deux ruisseaux (venant du nord), puis en serpentant jusqu'à la route de l'aéroport ;
- 2,4 km vers le nord-est en coupant la rue Étienne-Lessard, en recueillant le ruisseau des Friches (venant du nord), jusqu'au boulevard Chauveau Ouest ;
- 3,0 km vers l'est en entrant dans la ville de Québec et en recueillant Ruisseau du Mont Châtel (venant du nord-ouest) en début de segment, puis en formant une grande courbe vers le sud dans une zone de forêt urbaine, jusqu'à un coude de rivière ;
- 7,7 km vers le sud en formant une grande boucle vers l'ouest dans un parc urbain, en serpentant en coupant la rue Saint-Jean-Baptiste, en bifurquant vers l'est en continuant de serpenter, en recueillant un ruisseau (venant du sud-ouest), jusqu'à route 138 (boulevard Wilfrid-Hamel) ;
- 3,0 km vers l'est en formant un grand crochet vers le nord en passant dans la zone industrielle du Carrefour-Du-Commerce, jusqu'à l'autoroute 73 (Autoroute Henri-IV)
- 1,6 km vers le nord en formant une boucle vers l'ouest et une autre vers l'est et en coupant le boulevard du Parc Technologique, la route 138 (boulevard Wilfrid-Hamel) et le boulevard Masson, jusqu'à son embouchure[4],[5].

La rivière Lorette se déverse dans une courbe de rivière sur la rive sud-ouest de la rivière Saint-Charles, dans le secteur Les Saules, quartier de la ville de Québec.
À partir de cette confluence, le courant descend sur 12,5 km généralement vers le nord-est, en suivant le cours de la rivière Saint-Charles.

## Hydrographie
L’indice général de qualité de l’eau (de 0 à 100, 100 étant une bonne qualité permettant généralement tous les usages y compris la baignade) dans le bassin versant de la rivière Lorette varie de l’amont (60 à 79, qualité satisfaisante permettant généralement la plupart des usages) vers l’aval (0 à 19, très mauvaise qualité, tous les usages risquent d’être compromis). Dans la rivière Lorette, le taux de coliformes fécaux provenant des rejets agricoles et urbains est très élevé.
La rivière Lorette est aussi victime de problèmes d'érosion. Le déboisement massif des rives en zone agricole et l’imperméabilisation des sols dans les zones urbaines accentuent le phénomène d’érosion des berges, surtout lors des fortes pluies. À plusieurs endroits, on peut en effet voir un sol laissé à nu en bordure du cours d’eau et des berges endommagées par l’érosion. Outre la dégradation des rives, l’eau de ruissellement entraîne également la partie la plus fertile du sol constituée de limon, d’argile et de matière organique (en milieu agricole) et la déverse dans la rivière Lorette sans rencontrer la moindre barrière naturelle permettant de limiter l’impact de ce phénomène. Les sédiments transportés vers la rivière, une fois en suspension, augmentent la turbidité des eaux et causent un stress physiologique à la faune aquatique.
Historiquement, la rivière Lorette a toujours connu des périodes de débordement. Toutefois, depuis le début de l’urbanisation du territoire, ce phénomène naturel a été largement accentué. On observe maintenant des variations importantes de débit lors des fortes pluies et les débordements ont des conséquences importantes sur les infrastructures et les constructions à proximité.

## Toponymie
Le nom de la rivière Lorette a été donné par le jésuite Pierre-Joseph-Marie Chaumonot en 1673 d'après la mission de Lorrette, chargé d'évangéliser les Hurons. Le cours d'eau a aussi porté les noms de ruisseau Lorette et de Petite rivière Saint-Charles et orthographié sous les formes de Laurette ou L'aurette.
Le toponyme rivière Lorette a été officialisé le 5 décembre 1968 à la Commission de toponymie du Québec.